# Zuidplas (gemeente)
Zuidplas is een gemeente in de provincie Zuid-Holland. De gemeente is op 1 januari 2010 ontstaan door een vrijwillige fusie van de gemeenten Moordrecht, Nieuwerkerk aan den IJssel en Zevenhuizen-Moerkapelle. De gemeente telt 47.843 inwoners (22 november 2024, bron: CBS). In de Zuidplaspolder in de gemeente is het laagste punt van Nederland te vinden, 6,76 meter onder NAP.
Het gemeentebestuur is vanaf het ontstaan van Zuidplas te Nieuwerkerk aan den IJssel gevestigd.

## Kernen
| Woonplaats (BAG)           | Inwoners 2023 |
| -------------------------- | ------------- |
| Nieuwerkerk aan den IJssel | 23.135        |
| Moordrecht                 | 9.015         |
| Zevenhuizen                | 9.650         |
| Moerkapelle                | 5.185         |

Deze cijfers zijn inclusief de buurtschappen Kortenoord, Groot Hitland, Klein Hitland, 's-Gravenweg, Hollevoeterbrug, de Vijfhuizen en Oud Verlaat.
Wethouder Tamara van Ark riep politiek en bewoners op niet te spreken over kernen, maar over vier dorpen (Nieuwerkerk, Moordrecht, Zevenhuizen en Moerkapelle). Deze visie werd breed gedeeld in de nieuwe gemeente.

### Vijfde DorpCortelande
Op 19 mei 2021 heeft de gemeenteraad van Zuidplas besloten in de Zuidplaspolder het 'Vijfde Dorp' te gaan bouwen met 8000 woningen, omringend landschap en twee bedrijventerreinen. In mei 2024 heeft de gemeenteraad het bestemmingsplan vastgesteld voor het Middengebied. Rijkswaterstaat en het Hoogheemraadschap van Schieland en de Krimpenerwaard verzetten zich tegen het bestemmingsplan in verband met de verwachte verkeerseffecten, respectievelijk de gevolgen voor het waterbeheer (het dorp moet verrijzen op 4,45 onder NAP, op korte afstand van het laagste punt van Nederland). Zij hebben beroep ingesteld bij de Raad van State.
In juni 2024 hebben 2.200 inwoners een idee voor een naam voor het nieuwe dorp ingediend. Op 12 oktober 2024 maakte de gemeente bekend dat het nieuwe dorp de naam Cortelande zal dragen.

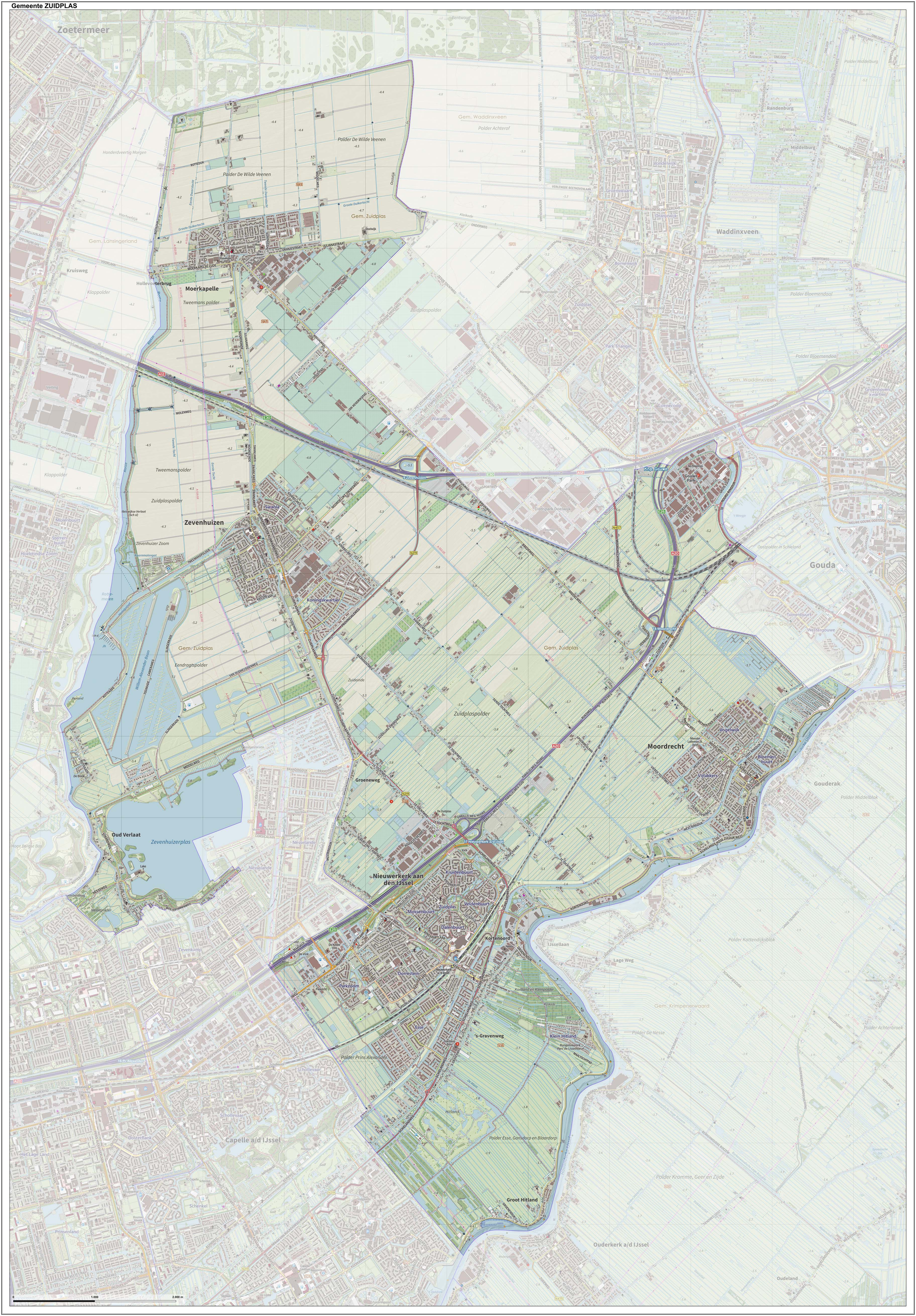
Topografische gemeentekaart van Zuidplas, juni 2023

## Politiek en gemeentebestuur
Op 18 november 2009 werd in de gemeenten Moordrecht, Nieuwerkerk a/d IJssel en Zevenhuizen-Moerkapelle vervroegd de gemeenteraadsverkiezing van 2010 gehouden, enkele maanden eerder dan in de rest van Nederland. De eerste gemeenteraad van de gemeente Zuidplas werd op 4 januari 2010 geïnstalleerd met 27 leden en een college met vier wethouders.
Het dagelijks bestuur van de gemeente is gevestigd in een nieuw gebouwd gemeentehuis aan het Raadhuisplein in Nieuwerkerk aan den IJssel op de plek van het voormalige gemeentehuis van dezelfde plaats. Het voormalige gemeentehuis van Zevenhuizen-Moerkapelle is gesloopt en maakte plaats voor ROOS, een gebouw met winkels en woningen. Plannen voor de bouw van appartementen en winkels zijn al meerdere malen, onder andere door de economische crisis, mislukt. Het voormalige gemeentehuis van Moordrecht is omgebouwd tot zorgvilla Sanare Vivere. De oude Moordrechtse raadszaal is nog te bezoeken en kan onder meer worden gebruikt als trouwzaal.
André Bonthuis (1949, PvdA) was tot 15 september 2010 de eerste (waarnemend) burgemeester van de gemeente Zuidplas. Daarvoor was hij burgemeester van de gemeente Nieuwerkerk aan den IJssel. Hij werd opgevolgd door Gert-Jan Kats (1971, SGP).
| Gemeenteraadsverkiezingen | Gemeenteraadsverkiezingen | Gemeenteraadsverkiezingen | Gemeenteraadsverkiezingen | Gemeenteraadsverkiezingen | Gemeenteraadsverkiezingen | Gemeenteraadsverkiezingen | Gemeenteraadsverkiezingen | Gemeenteraadsverkiezingen |
| Partij                    | % 2010                    | % 2014                    | % 2018                    | % 2022                    | Zetels 2010               | Zetels 2014               | Zetels 2018               | Zetels 2022               |
| ------------------------- | ------------------------- | ------------------------- | ------------------------- | ------------------------- | ------------------------- | ------------------------- | ------------------------- | ------------------------- |
| VVD                       | 21,7                      | 22,6                      | 22,2                      | 18,8                      | 6                         | 7                         | 7                         | 6                         |
| ChristenUnie/SGP          | 19,5                      | 21,3                      | 20,7                      | 21,5                      | 6                         | 6                         | 6                         | 6                         |
| CDA                       | 16,7                      | 14,8                      | 19,1                      | 13,9                      | 5                         | 4                         | 5                         | 4                         |
| PvdA/GroenLinks           | 9,8                       | 8,1                       | 10,8                      | 10,0                      | 3                         | 2                         | 3                         | 3                         |
| SP                        | 5,6                       | 11,3                      | 8,0                       | 7,0                       | 1                         | 3                         | 2                         | 2                         |
| Nieuw Elan Zuidplas       |                           | 4,7                       | 7,9                       | 12,5                      |                           | 1                         | 2                         | 4                         |
| D66                       | 8,2                       | 14,3                      | 7,6                       | 13,3                      | 2                         | 4                         | 2                         | 4                         |
| Nieuwe Gemeente Politiek  | 1,2                       | 2,8                       | 3,0                       | 2,9                       | 0                         | 0                         | 0                         | 0                         |
| Gemeentebelangen Zuidplas | 8,6                       |                           |                           |                           | 2                         |                           |                           |                           |
| Trots op Nederland        | 8,2                       |                           |                           |                           | 2                         |                           |                           |                           |
| Opkomst                   | 49,3                      | 56,0                      | 57,7                      | 50,7                      | 27                        | 27                        | 27                        | 29                        |

Op 7 april 2021 stapte raadslid Sep Pouwels van de VVD naar GroenLinks/PvdA, waar ze op de kieslijst kwam ondanks een conflict met partijgenoten. Na de verkiezingen van 2022 verliet ze deze fractie en ging zelfstandig verder. In januari 2024 startte het eerder opgestapte en toen terugkerende raadslid Wilko Van de partij Leefbaar Zuidplas omdat hij zich na een eerder vertrek niet meer bij zijn oude partij NEZ wilde voegen. Volgens de Kieswet was hij de eerst aangewezen persoon om raadslid te worden, nadat Willem de Jong van NEZ vertrok.

## Bestuur

### College van burgemeester en wethouders
College 2022-2026
Het college van burgemeester en wethouders voor de periode 2022-2026 wordt gevormd door een coalitie van de partijen CU/SGP (1 wethouder), VVD (1 wethouder), CDA (1 wethouder) en D66 (1 wethouder). Het college bestaat uit:
- Han Weber, burgemeester
- Jan Willem Schuurman (CU/SGP)
- Daan de Haas (VVD)
- Wybe Zijlstra (CDA)
- Frans Klovert (D66)
- Michael Burgmans, gemeentesecretaris

Richard Heijdra verkaste in april 2023 als gemeentesecretaris van Zuidplas naar Stichtse Vecht.
College 2018-2022
Het college van burgemeester en wethouders voor de periode 2018-2022 werd gevormd door een coalitie van de partijen VVD (2 wethouders), CDA (1 wethouder), CU/SGP (1 wethouder). Het college bestond uit:
- Han Weber, burgemeester
- Jan Hordijk (VVD)
- Daan de Haas (VVD)
- Jan Willem Schuurman (CU/SGP)
- Jan Verbeek (CDA)
- Richard Heijdra, gemeentesecretaris

Op 20 november 2018 werd bekend dat Gert-Jan Kats de burgemeester werd van de gemeente Veenendaal. Met ingang van 10 januari 2019 werd hij benoemd en zijn partijgenoot Servaas Stoop werd benoemd tot waarnemend burgemeester. Sinds 30 september is Han Weber burgemeester van Zuidplas.
College 2014-2018
Het college van burgemeester en wethouders voor de periode 2014-2018 werd gevormd door een coalitie van de partijen VVD (2 wethouders), D66 (1 wethouder), SP (1 wethouder) en NEZ (geen wethouder, alleen gedoogsteun). Het college bestond uit:
- Gert-Jan Kats, burgemeester
- Jan Hordijk (VVD)
- Daan de Haas (VVD)
- Rik van Woudenberg (D66)

Joke Vroegop (VVD) trad in november 2016 af als wethouder, haar plek is ingenomen door Daan de Haas.. André Muller (SP) moest door privéredenen in februari 2017 opstappen, het college nam tot 2018 zijn taken gezamenlijk over.
Op 28 november 2017 maakte wethouder Daan de Haas bekend dat gemeentesecretaris Caroline Bos niet meer in functie is. Op 12 december is interim-gemeentesecretaris Bert Kandel benoemd. Deze is per 1 februari 2019 opgevolgd door Richard Heijdra.
College 2010-2014
Het college van burgemeester en wethouders voor de periode 2010-2014 werd gevormd door een coalitie van de partijen CU/SGP (1 wethouder), CDA (1 wethouder) en PvdA (1 wethouder). Het college bestond uit:
- Gert-Jan Kats, burgemeester
- Rinus Bosman (CU/SGP)
- Jan Verbeek (CDA)
- Arjen Hazelebach (PvdA)

Bij de start van de gemeente Zuidplas in 2010 was de VVD met wethouder Tamara van Ark nog onderdeel van de coalitie. Toen Tamara van Ark lid werd van de Tweede Kamer werd zij vervangen door wethouder Henk van der Torn. De VVD werd op donderdag 3 november 2011 uit de coalitie gezet toen de fractie van de VVD tegen een OZB-verhoging stemde. De overgebleven coalitiepartijen besloten om zonder de VVD en zonder nieuwe wethouder de collegeperiode af te maken. De oorspronkelijke coalitie van 20 zetels werd zo teruggebracht naar 14 zetels. Op 1 december 2012 stapten Ferry van Wijnen en John Ooms uit Trots op Nederland over naar de fractie van VVD Zuidplas. Zij waren in november 2009 de eerst gekozen volksvertegenwoordigers van Trots op Nederland, de partij van voormalig partijleidster Rita Verdonk, maar zagen geen constructief toekomstperspectief na het wegvallen van de landelijke partij. De oppositiepartij VVD telde vanaf dat moment 8 zetels.

### Veiligheidsregio
De gemeente Zuidplas ligt in de Veiligheidsregio Hollands Midden.

## Benaming
De benaming Zuidplas vloeit voort uit een op 16 december 2008 ingediend wetsvoorstel dat deze als werktitel voor de nieuwe gemeente vastlegde. Daarna kreeg ook de nieuw gevormde gemeente de naam Zuidplas. De benaming verwijst naar de Zuidplaspolder, een droogmakerij die deels tot het grondgebied van de nieuwe gemeente behoort.

## Monumenten
In de gemeente is een aantal rijksmonumenten, gemeentelijke monumenten en oorlogsmonumenten te vinden, zie:
- Lijst van rijksmonumenten in Zuidplas
- Lijst van gemeentelijke monumenten in Zuidplas
- Lijst van oorlogsmonumenten in Zuidplas

### Kunst in de openbare ruimte
In de gemeente Zuidplas zijn diverse beelden, sculpturen en objecten geplaatst in de openbare ruimte, zie:
- Lijst van beelden in Zuidplas

## Aangrenzende gemeenten
| Aangrenzende gemeenten | Aangrenzende gemeenten | Aangrenzende gemeenten | Aangrenzende gemeenten | Aangrenzende gemeenten |
| ---------------------- | ---------------------- | ---------------------- | ---------------------- | ---------------------- |
|                        |                        | Alphen aan den Rijn    |                        | Gouda Waddinxveen      |
|                        |                        |                        |                        |                        |
| Lansingerland          | Krimpenerwaard         |                        |                        |                        |
|                        |                        |                        |                        |                        |
| Rotterdam              |                        | Capelle aan den IJssel |                        |                        |